# 設定 (Windows)
Windows の設定（ウィンドウズのせってい、英: Windows Settings、旧: PC 設定）とは、Windows の機能や動作をカスタマイズできるアプリである。Windows Server 2012 と Windows 8 で初めて設定が導入された。Microsoft は Windows のコントロール パネルを廃止して設定に統合することを計画していたが、10 年以上経過した今も実現されていない。

## 概要
設定アプリは、コントロール パネルにある一部の機能を提供していた。その後、Windows Update（コントロール パネルから削除）と Windows Hello（コントロール パネルに追加されていない）の操作ができる唯一のアプリとなった。Windows XP 以降のコントロール パネルのように、機能ごとに設定がカテゴリに分けられている。ただし、コントロール パネルとは異なり、すべての設定の項目を 1 つのウィンドウにまとめて表示する機能はない。
Windows 設定は UWP アプリであり、C:\Windows\ImmersiveControlPanel にインストールされている。UWP アプリのサービスを提供する Windows コンポーネントはこのアプリにも対応しているが、Windows.ImmersiveControlPanel として参照している。

## 歴史
設定アプリが利用できるようなった最初の Windows バージョンは、Microsoft が 2012年8月1日 に製造向けにリリースした Windows Server 2012 と Windows 8 である。それより前のバージョンでシステムの設定を変更するには、コントロール パネルを使用する必要があった。コントロール パネルはまだ設定に完全に統合されていないため、一部の機能は現在も利用できる。Microsoft は、コントロール パネルを廃止して設定に統合すると発表したが、2023 年 11 月の時点で実現されていない。

### 1 世代: PC 設定
1 世代の PC 設定は、Windows 8、Windows Server 2012、Windows 8.1、Windows Server 2012 R2 に導入された。
Windows 8 では、PC 設定はタッチスクリーン デバイスでの使用に適した簡易設定アプリとして提供された。コントロール パネルの一部の機能が追加され、2 枚のペインに分割される。アカウントの追加やプロフィール画像の変更は、このアプリからのみ行うことができる。Windows 8.1 の PC 設定では、コントロール パネルに限定されていた機能がさらに追加された。また、左ペインの下部にコントロール パネルのリンクが追加され、ユーザーがより多くの機能にアクセスできるようになった。
設定のカテゴリは次のとおり:
- PC とデバイス
- アカウント
- OneDrive
- 検索とアプリ
- プライバシー
- ネットワーク
- 時刻と言語
- 簡単操作
- 保守と管理
- Windows のライセンス認証（Windows がライセンス認証されていないときにのみ表示）

### 2 世代: 設定
2 世代の設定は、Windows 10 のすべてのリリース（Windows 10 Mobile エディションを含む）と Windows Server 2016、2019、2022 に導入され、コントロール パネルに限定されていた機能がさらに追加された。Windows Update は、Windows 10 より前ではコントロール パネルからアクセスできたが、現在では設定に移動している。
最新バージョンのカテゴリは次のとおり:
- システム
- デバイス
- 電話（バージョン 1709 から導入）
- ネットワークとインターネット
- 個人用設定
- アプリ（バージョン 1703 から導入）
- アカウント
- 時刻と言語
- ゲーム（バージョン 1607 から導入）
- 簡単操作
- 検索
- Cortana（バージョン 1703 から導入、バージョン 20H1 から削除）
- プライバシー
- 更新とセキュリティ
- Mixed Reality（バージョン 1703 から導入、HoloLens の最小要件を満たすデバイスが PC に接続されているときにのみ表示）[9]

Windows Server 2022 ではアプリの視覚要素の一部が更新されたが、デザインの変更の範囲は Windows 11 のバージョンほどではなかった。

### 3 世代
Windows 11 では、Fluent Design System に従ってアプリの外観が大幅に変更され、新しいレイアウト、透明度の向上、アイコンの更新が行われた。ナビゲーション パネルが追加され、機能ごとに設定がカテゴリに分けられている。この新しいデザインは、最新の macOS のシステム設定（旧: システム環境設定）のデザインに類似しており、ナビゲーション パネルも追加されている。
Windows 11 の設定のカテゴリは次のとおり:
- システム
- Bluetooth とデバイス
- ネットワークとインターネット
- 個人用設定
- アプリ
- アカウント
- 時刻と言語
- ゲーム
- アクセシビリティ
- プライバシーとセキュリティ
- Windows Update